# NGC 1641
NGC 1641 (również ESO 84-SC24) – uboga w gwiazdy pozostałość po gromadzie otwartej znajdująca się w gwiazdozbiorze Złotej Ryby. Odkrył ją John Herschel 2 grudnia 1834 roku. 
Widoczna jest na tle zewnętrznych rubieży Wielkiego Obłoku Magellana, toteż dawniej sądzono, że do niego należy. Nowsze źródła podają, że leży w obrębie naszej Galaktyki w odległości około 3,9 tysiąca lat świetlnych od Ziemi.